# ロイ・ケラーマン

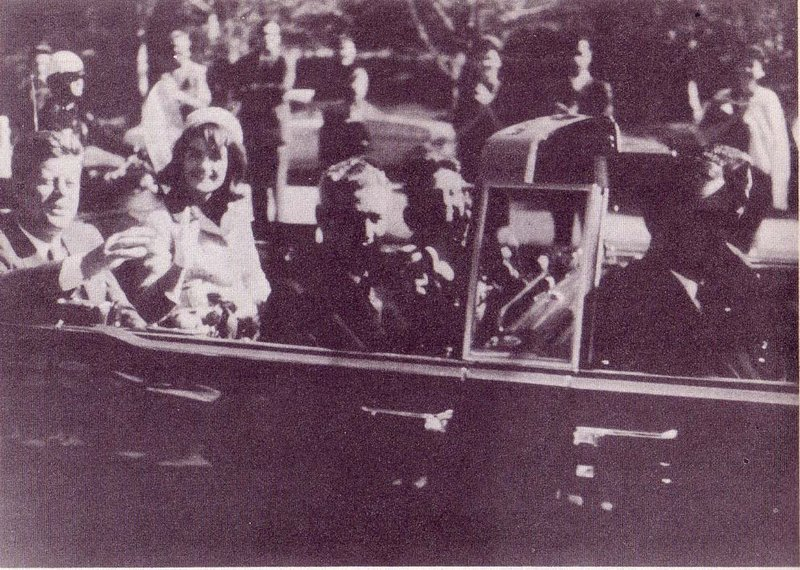
手前から一番右にいるのがロイ・ケラーマン

ロイ・ケラーマン（英：Roy Kellerman、1915年3月14日-1984年3月22日）は、アメリカ合衆国の元シークレットサービス。ケネディ大統領暗殺事件の際オープンカーの助手席にいたことで知られている。

## 幼少期
1915年3月14日にケラーマンは、ミシガン州ニューボルティモアで生誕した。20代頃から地元の警察官として活躍し、1941年12月24日にシーレットサービスに加入した。3ヶ月後にはワシントンD.C.に向かい大統領の警護に任命された。

## ケネディ暗殺と晩年
1963年11月22日、ケラーマンはジョン・F・ケネディ大統領がテキサス州ダラスでパレードを開始するとき警護官として助手席に座って警護した。車列はディーレイプラザに通過するときケネディ大統領は倒れた。ケラーマンは運転手のウィリアム・グリアーとともに　ウォーレン委員会に「爆竹のような音」と証言している。ケネディ暗殺には背後がいるという陰謀説ではケラーマンは「信じない」としている。1968年に退職し1984年に誕生日から数週間後に死去した。69歳没。